# Alincourt
Pour les articles homonymes, voir Alincourt (Moselle) et Alincourt (Belgique).
Pour l’article ayant un titre homophone, voir Alaincourt.
Alincourt est une commune française située dans le département des Ardennes, en région Grand Est.

## Géographie

### Localisation
Arrosée par La Retourne.

### Hydrographie
La commune est dans la région hydrographique « la Seine du confluent de l'Oise (inclus) à l'embouchure » au sein du bassin Seine-Normandie. Elle est drainée par la Retourne,.
La Retourne, d'une longueur de 45 km, prend sa source dans la commune de Leffincourt et se jette  dans l'Aisne à Neufchâtel-sur-Aisne, après avoir traversé 18 communes.

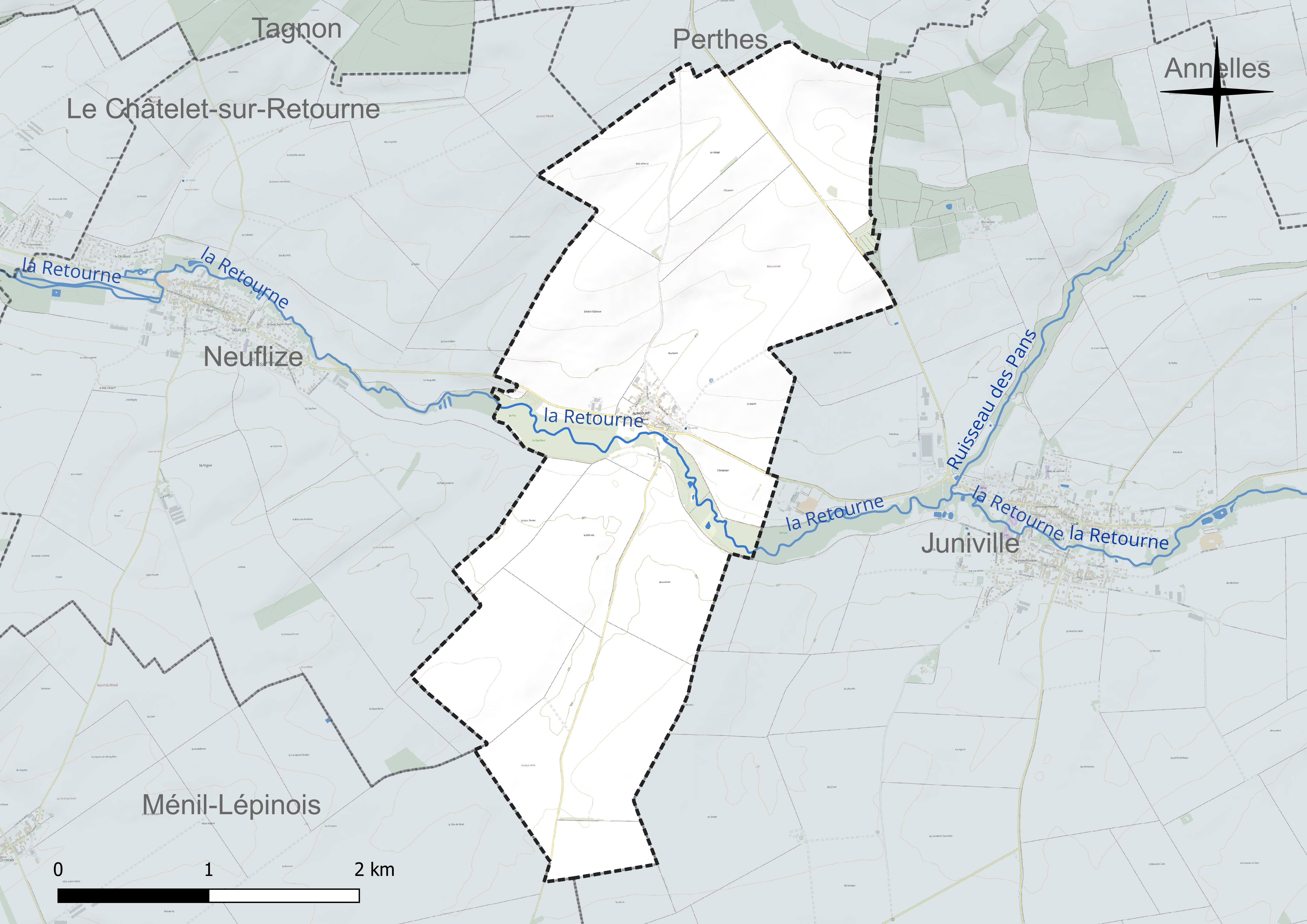
Réseaux hydrographique d'Alincourt.

### Climat
Pour des articles plus généraux, voir Climat du Grand Est et Climat des Ardennes.
En 2010, le climat de la commune est de type climat océanique dégradé des plaines du Centre et du Nord, selon une étude du Centre national de la recherche scientifique s'appuyant sur une série de données couvrant la période 1971-2000. En 2020, Météo-France publie une typologie des climats de la France métropolitaine dans laquelle la commune est exposée à un climat océanique altéré et est dans la région climatique Nord-est du bassin Parisien, caractérisée par un ensoleillement médiocre, une pluviométrie moyenne régulièrement répartie au cours de l’année et un hiver froid (3 °C).
Pour la période 1971-2000, la température annuelle moyenne est de 10,2 °C, avec une amplitude thermique annuelle de 15,6 °C. Le cumul annuel moyen de précipitations est de 739 mm, avec 12,2 jours de précipitations en janvier et 8,8 jours en juillet. Pour la période 1991-2020, la température moyenne annuelle observée sur la station météorologique de Météo-France la plus proche, « Juniville », sur la commune de Juniville à 3 km à vol d'oiseau, est de 10,8 °C et le cumul annuel moyen de précipitations est de 704,4 mm. 
La température maximale relevée sur cette station est de 41,3 °C, atteinte le 25 juillet 2019 ; la température minimale est de −22,1 °C, atteinte le 13 janvier 1968,,.
Les paramètres climatiques de la commune ont été estimés pour le milieu du siècle (2041-2070) selon différents scénarios d'émission de gaz à effet de serre à partir des nouvelles projections climatiques de référence DRIAS-2020. Ils sont consultables sur un site dédié publié par Météo-France en novembre 2022.

## Urbanisme

### Typologie
Au 1er janvier 2024, Alincourt est catégorisée commune rurale à habitat dispersé, selon la nouvelle grille communale de densité à 7 niveaux définie par l'Insee en 2022.
Elle est située hors unité urbaine. Par ailleurs la commune fait partie de l'aire d'attraction de Reims, dont elle est une commune de la couronne,. Cette aire, qui regroupe 294 communes, est catégorisée dans les aires de 200 000 à moins de 700 000 habitants,.

### Occupation des sols
L'occupation des sols de la commune, telle qu'elle ressort de la base de données européenne d’occupation biophysique des sols Corine Land Cover (CLC), est marquée par l'importance des territoires agricoles (94,3 % en 2018), une proportion identique à celle de 1990 (94,3 %). La répartition détaillée en 2018 est la suivante : 
terres arables (91,2 %), forêts (5,7 %), zones agricoles hétérogènes (3,1 %). L'évolution de l’occupation des sols de la commune et de ses infrastructures peut être observée sur les différentes représentations cartographiques du territoire : la carte de Cassini (XVIIIe siècle), la carte d'état-major (1820-1866) et les cartes ou photos aériennes de l'IGN pour la période actuelle (1950 à aujourd'hui).

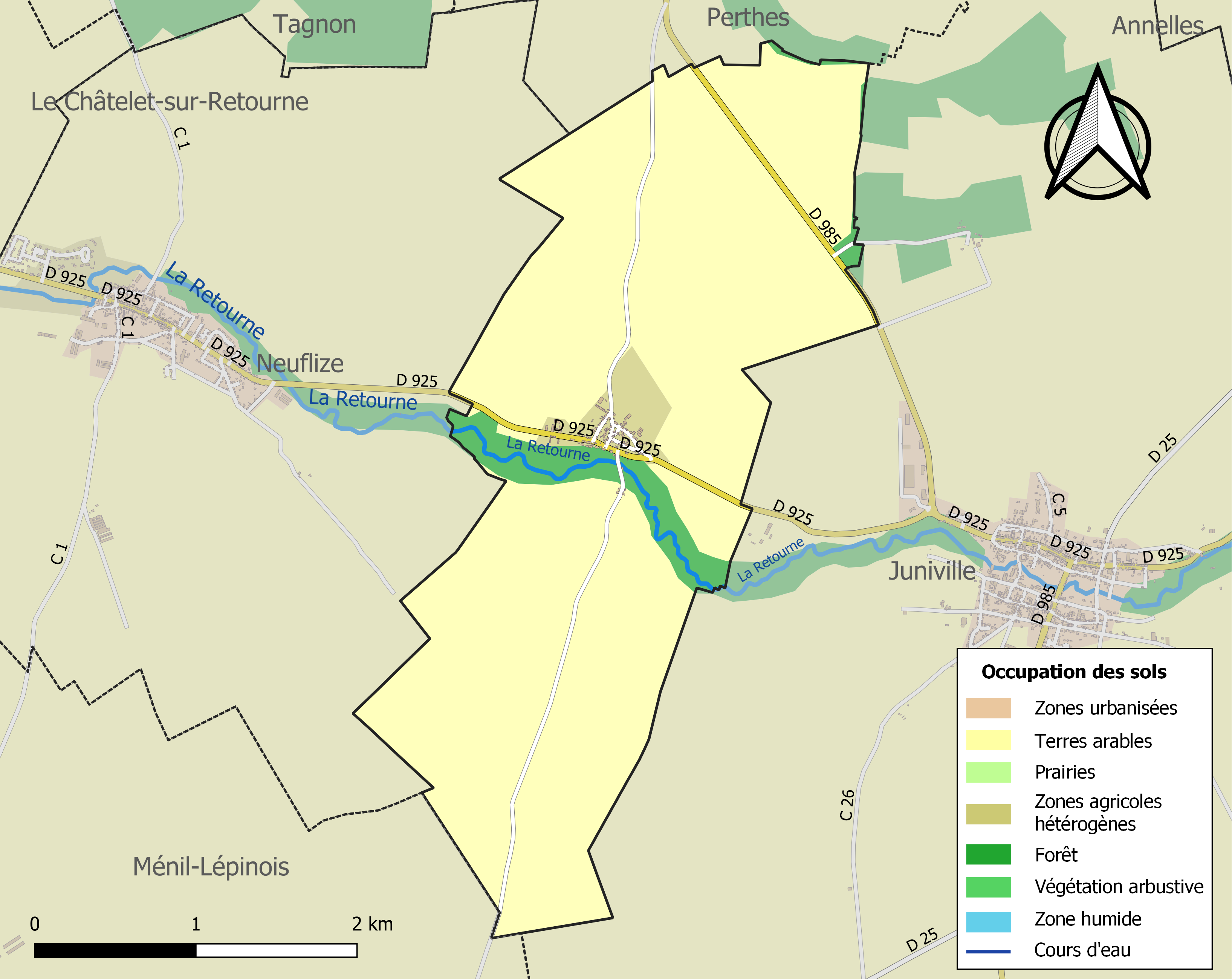
Carte des infrastructures et de l'occupation des sols de la commune en 2018 (CLC).

## Toponymie
Bien que romanisé, Alincourt est un nom d'origine germanique. Il est issu du nom propre germanique Allo ou Alix devenu Allinus avec le suffixe romain cortem (domaine) : le domaine d'Allinus. Alincourt est certifié en 1219 sous l'appellation Alaincort devenu Allincourt jusque fin du XVIIIe siècle puis Alincourt au début du XIXe. Jean Alexandre de Cugnon d'Allincourt (1763-1812) est le dernier de Cugnon d'Allincourt, sa descendance s'orthographie de Cugnon d'Alincourt.

## Histoire
Avant la période gallo-romaine, Alincourt dépend de la république des Rèmes. Ils sont les alliés des Romains lors de la conquête des Gaules. Les villages bordant la Retourne, dont Alincourt, font montre d'une grande solidarité lors de l'inondation de 1784 ainsi que pendant les événements de la Révolution.

## Démographie
L'évolution du nombre d'habitants est connue à travers les recensements de la population effectués dans la commune depuis 1793. Pour les communes de moins de 10 000 habitants, une enquête de recensement portant sur toute la population est réalisée tous les cinq ans, les populations de référence des années intermédiaires étant quant à elles estimées par interpolation ou extrapolation. Pour la commune, le premier recensement exhaustif entrant dans le cadre du nouveau dispositif a été réalisé en 2004.

En 2022, la commune comptait 161 habitants, en évolution de +10,27 % par rapport à 2016 (Ardennes : −2,97 %, France hors Mayotte : +2,11 %).
| 1793 | 1800 | 1806 | 1821 | 1831 | 1836 | 1841 | 1846 | 1851 |
| ---- | ---- | ---- | ---- | ---- | ---- | ---- | ---- | ---- |
| 244  | 253  | 260  | 266  | 316  | 345  | 336  | 355  | 360  |

| 1866 | 1872 | 1876 | 1881 | 1886 | 1891 | 1896 | 1901 | 1906 |
| ---- | ---- | ---- | ---- | ---- | ---- | ---- | ---- | ---- |
| 315  | 282  | 268  | 229  | 235  | 215  | 187  | 198  | 185  |

| 1911 | 1921 | 1926 | 1931 | 1936 | 1946 | 1954 | 1962 | 1968 |
| ---- | ---- | ---- | ---- | ---- | ---- | ---- | ---- | ---- |
| 168  | 118  | 117  | 122  | 121  | 101  | 114  | 114  | 85   |

| 1975 | 1982 | 1990 | 1999 | 2004 | 2006 | 2009 | 2014 | 2019 |
| ---- | ---- | ---- | ---- | ---- | ---- | ---- | ---- | ---- |
| 79   | 86   | 91   | 78   | 100  | 103  | 137  | 144  | 158  |

| 2022 | - | - | - | - | - | - | - | - |
| ---- | - | - | - | - | - | - | - | - |
| 161  | - | - | - | - | - | - | - | - |

## Culture locale et patrimoine

### Lieux et monuments

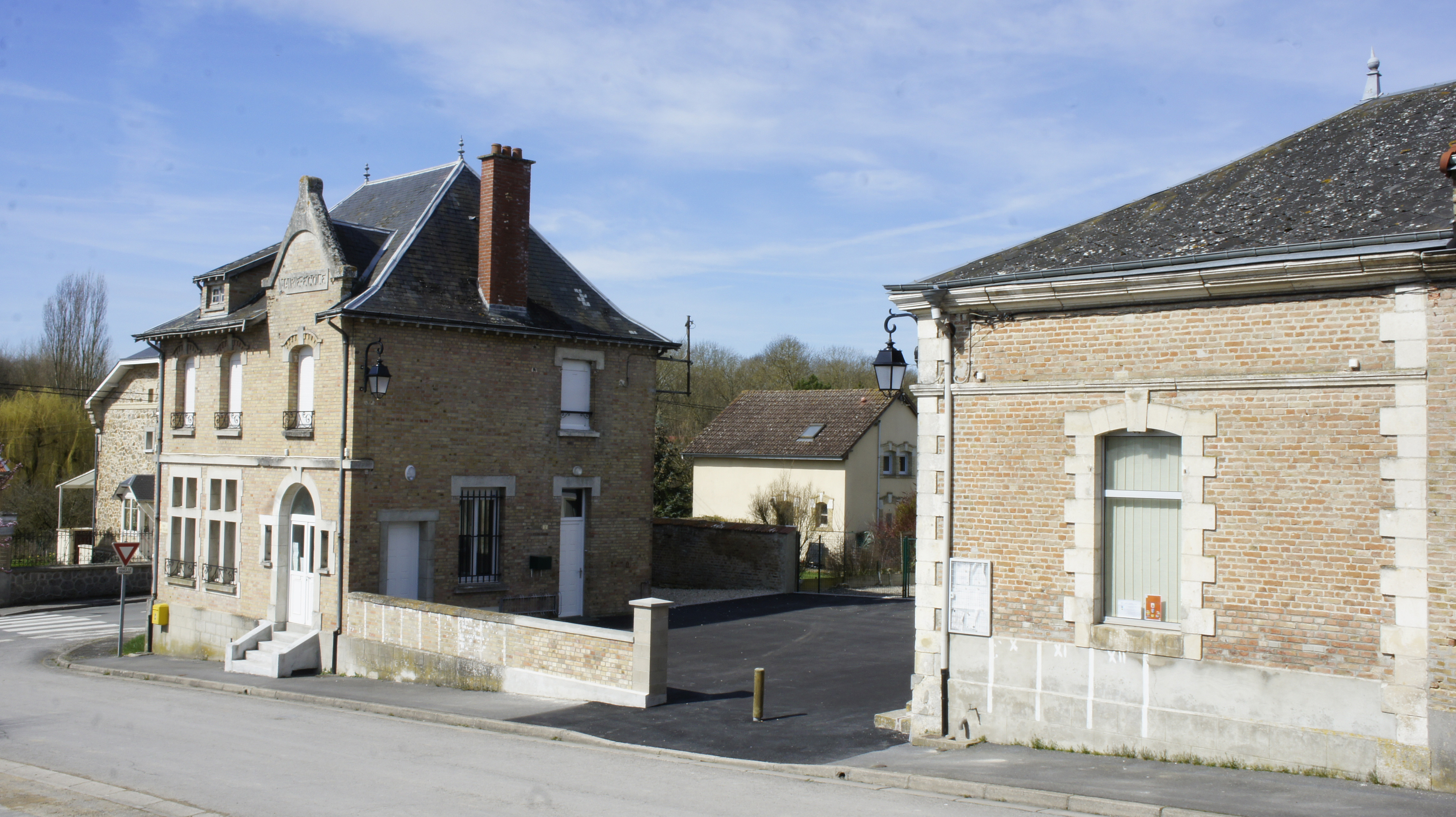
La mairie.

- Église Saint-Hilaire ayant une épitaphe 
  - à ...messire Regnaut feret vivant chevalier seigneur d'alincourt CAPITAINE DU REGIMENT DU MAINE DECEDE2 A BAR LE DUC ET INHUME2 EN L'EGLISE STE MACRE LE 16 juillet 1697...CHARGE DE DIRE A PERPETUITE UNE MESSE HAUTE ET VIGILES AU IOUR DE SON DECE...ACHETER DES ORNEMENTS A LAD EGLISE D ALINCOURT LIEU DE LA SEPULTURE DES SES PERE ET AYEULS sur marbre noir au côté droit du cœur.
  - au côté gauche ...MESSIRE JEAN CLAUDE DE CUGNON CHEVALIER SEIGNEUR D ALINCOURT BRANSCOUT SORBON ET ARNICOURT A ETE INHUME DANS CETTE EGLISE LE 10 septembre 1775... sur marbre noir.
- Le château d'Alincourt.

### Personnalités liées à la commune
- Adrien de Cugnon d'Alincourt, (1827 Alincourt-1895 Paris), colonel chef d'escadron du 1er cuirassier, officier de la Légion d'honneur, Médaille du Mexique. Il s'est fait remarquer lors de la bataille de Sedan en refusant la soumission aux Allemands[24].
- Alexandre de Cugnon d'Alincourt (1795 Reims-1880 Alincourt) maire d'Alincourt  fils de Jean Étienne.
- Charles Millet (1814-1884), inspecteur des Eaux-et-Forêts, vice-président de la Société impériale d'acclimatation, vice-président de la Société nationale d'acclimatation, auteurs de nombreux ouvrages de vulgarisation sur la pisciculture et les rivières. Il a expérimenté l'élevage du saumon dans les Ardennes et réintroduit le coq de bruyère[25],[26].
- Charles Galmiche (1838-1894), inspecteur des Eaux-et-Forêts, membre de la Société impériale d'acclimatation, a travaillé avec Charles Millet sur la réintroduction du coq de bruyère (ancienne forêt La Galmiche du Mont Berny)[27],[28].
- Georges-Alfred Cugnon d'Alincourt (1823 Alincourt-1879), capitaine chevalier de la Légion d'honneur[29].
- Hilaire Flandre (1937-2004), né à Alincourt, maire d'Alincourt, conseiller régional puis sénateur de Champagne-Ardenne.
- Jean Étienne de Cugnon d'Allincourt (1763 Reims, 1812 Alincourt) père d'Alexandre, chevau léger de la garde du roi, écuyer de main de Sa Majesté Louis XVI[30],[31].

## Héraldique
| Blason de Alincourt | Blason  | Parti: au 1 d'azur à un crosseron d'or; au 2 d'argent à trois étriers de sable; le tout au chef ondé de sinople chargé de trois gerbes de blé d'or. |
| Blason de Alincourt | Détails | Sur site Internet de la commune, 2025. Auteur(s)J.-F. Binon                                                                                         |